# Местен мехур
Местният мехур е кухина в междузвездната среда на ръкава Орион от Млечния път, която включва Местния междузвезден облак, в който от своя страна се намират Слънчевата система и Земята. Диаметърът му е поне 300 светлинни години. Местният мехур има неутрална водородна плътност около 0,05 атома на кубичен сантиметър или около 1/10 от средното за междузвездната среда на Млечния път и около 1/6 отколкото Местния междузвезден облак.